# Opera (Milán)
Opera je italská obec v metropolitním městě Milán v oblasti Lombardie.
K prosinci 2020 zde žilo 14 002 obyvatel.

## Sousední obce
Locate di Triulzi, Milán, Pieve Emanuele, Rozzano, San Donato Milanese